# آباسی

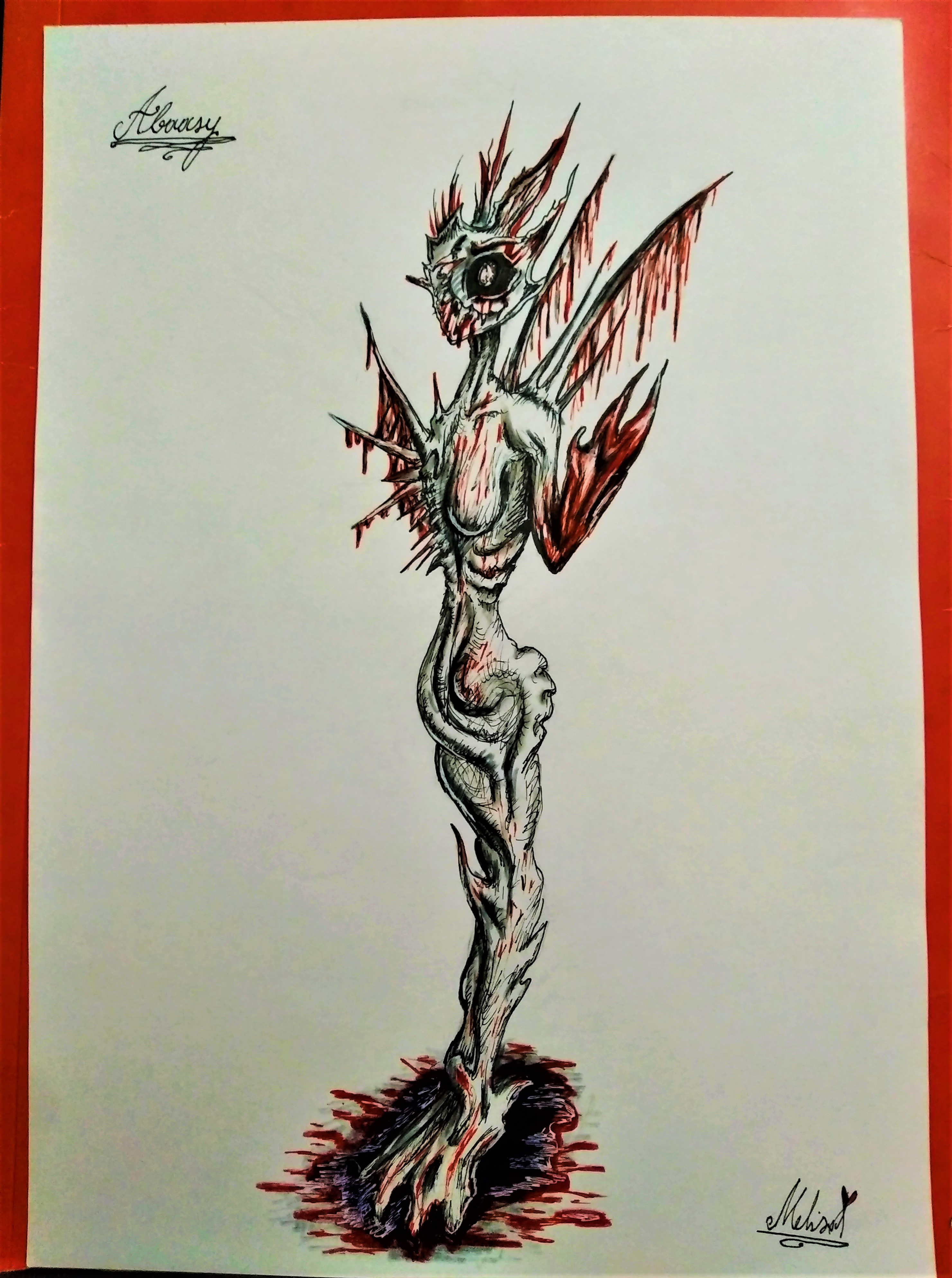
نگاره‌ای از آباسی

آباسی (اباهی یا ابیاسی) شیاطینی در اساطیر یاقوت‌ها هستند. یاقوت شمانیسم جهان را به لایه‌های بالایی و پایینی تقسیم می کند که زمین «نوعی فضا یا ماده نامعین» اسا که بین این دو لایه قرار گرفته است. آباسی لایهٔ پایینی را کنترل می‌کند، که به آن عالم اموات یا "«پادشاهی ظلمت» گفته می شود. 
گفته می شود که آباسی‌ها، ارواح قدیمی هستند که در نزدیکی قبور و یا در مکان‌های متروک زندگی می کنند که فقط به هنگام ایجاد خرابی و ویرانی مسافرت می‌کنند. آنها در خدمت آرسون-دوولای، حاکم مردگان، هستند که روح مردم را می‌بلعد و به زندگان را بیمار می‌کند. آباسی‌ها را می‌توان با قربانی کردن خون تسکین داد. 
آباسی‌ها به عنوان عامل آشکارسازی تمایلات جنسی و جنون معرفی شده‌اند.

## شرح
آباسی‌ها به عنوان یک هیولای «یک چشم، دارای یک دست، یک پا» که روی یک «اژدها دو سر، هشت پا و دو دم» قرار دارد، توصیف شده است. در اولونخو آنها موجوداتی زشت و وحشتناک توصیف شده‌اند که آدم میخورند. رئیس آنها، آلیپ خوارا آات موگیدون، یک غول «سه سر، شش دست و شش پا» است که دارای بدنی از آهن است. 

## اهمیت فرهنگی
مفهوم آباسی‌ها چنان در تفکرات یاقوتی‌ها گنجانیده شده است که فعل абааһы көр- (دیدن آباسی) اصطلاح روزمره برای «متنفر بودن» یا «دوست نداشتن» است. 